# Ford Transcontinental

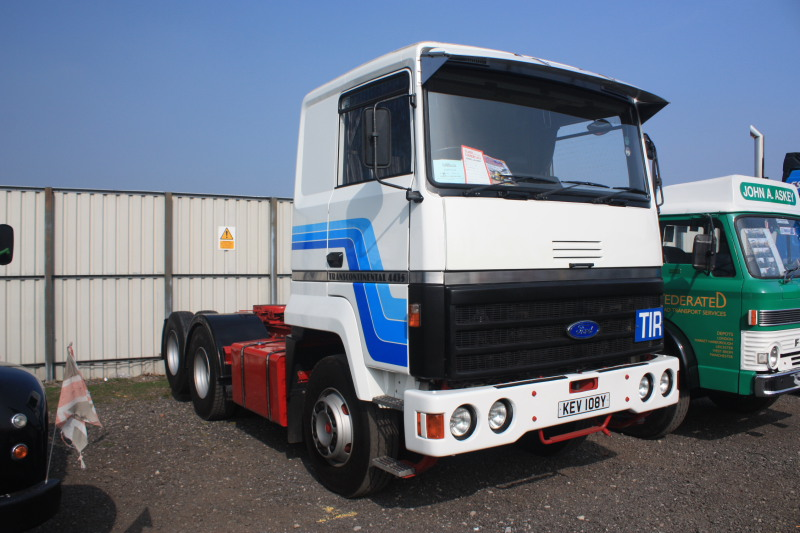
Ford Transcontinental (H-Serie)

Der Ford Transcontinental (Ford H-Serie) ist ein in Großbritannien für den europäischen Markt konzipierter und hier zwischen 1975 und 1984 angebotener schwerer Fernverkehr-Lastkraftwagen des Herstellers Ford für ein Gesamtzuggewicht von bis zu 38 Tonnen.
Er wurde im von Ford für einen Jahresausstoß von 7000 Stück geplanten Werk in Amsterdam und dann von 1982 bis 1984 bei Sandbach (Großbritannien) in einer Gesamtstückzahl von 8.735 Stück produziert. Er wurde nahezu ausschließlich aus Teilen von Zulieferern montiert: So war er mit der Fahrerkabine des Berliet TR, einem robusten, aber schluckfreudigen Reihen-Sechszylinder-Turbodiesel-Motor von Cummins mit 14 Litern Hubraum und bis zu 352 DIN-PS, mit 9- oder 13-Gang-Getriebe von Fuller und Achsen von Rockwell ausgerüstet.
Gegen die etablierte Konkurrenz von Mercedes-Benz oder MAN hatte er aber nie eine echte Chance, zumal er relativ viel verbrauchte und der Vertrieb sowie der Aufbau eines Werkstattnetzes halbherzig betrieben wurden. Daher zog sich Ford Europa nach dem Auslaufen des kleineren Ford Cargo Anfang der 1990er-Jahre ganz aus dem Geschäft mit schweren LKWs zurück.